# 小林節太郎
小林 節太郎（こばやし せつたろう、1899年11月7日 - 1977年8月12日）は、日本の経営者。兵庫県小野市出身。

## 経歴
1924年に関西学院大学高等商業部を卒業。岩井商店、大日本セルロイドでの勤務を経て、1934年1月に富士写真フイルムに転じ、1937年5月に取締役、1943年5月に常務、同年11月に専務、1958年に副社長を経て、1960年6月に社長に就任。1962年には富士ゼロックス社長にも就任。。
1964年11月に藍綬褒章を受章し、1970年11月に勲二等瑞宝章を受章。
1977年8月12日急性心不全のために死去。77歳没。